# Acaena × subglabra
Acaena × subglabra é uma espécie híbrida de rosácea do gênero Acaena, pertencente à família Rosaceae.